# Miralejos
Miralejos är en ort i Mexiko.   Den ligger i kommunen Soledad de Doblado och delstaten Veracruz, i den sydöstra delen av landet, 280 km öster om huvudstaden Mexico City. Miralejos ligger 171 meter över havet och antalet invånare är 298.
Terrängen runt Miralejos är lite kuperad, och sluttar brant österut. Runt Miralejos är det ganska glesbefolkat, med 40 invånare per kvadratkilometer. Närmaste större samhälle är Soledad de Doblado, 7,2 km nordost om Miralejos. Omgivningarna runt Miralejos är en mosaik av jordbruksmark och naturlig växtlighet.